# Schiffshebewerk Strépy-Thieu

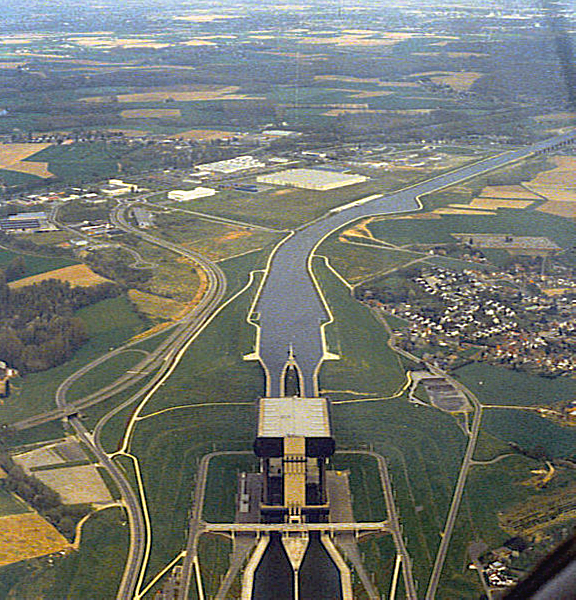
Luftaufnahme des Schiffshebewerks Strépy-Thieu von Südwesten

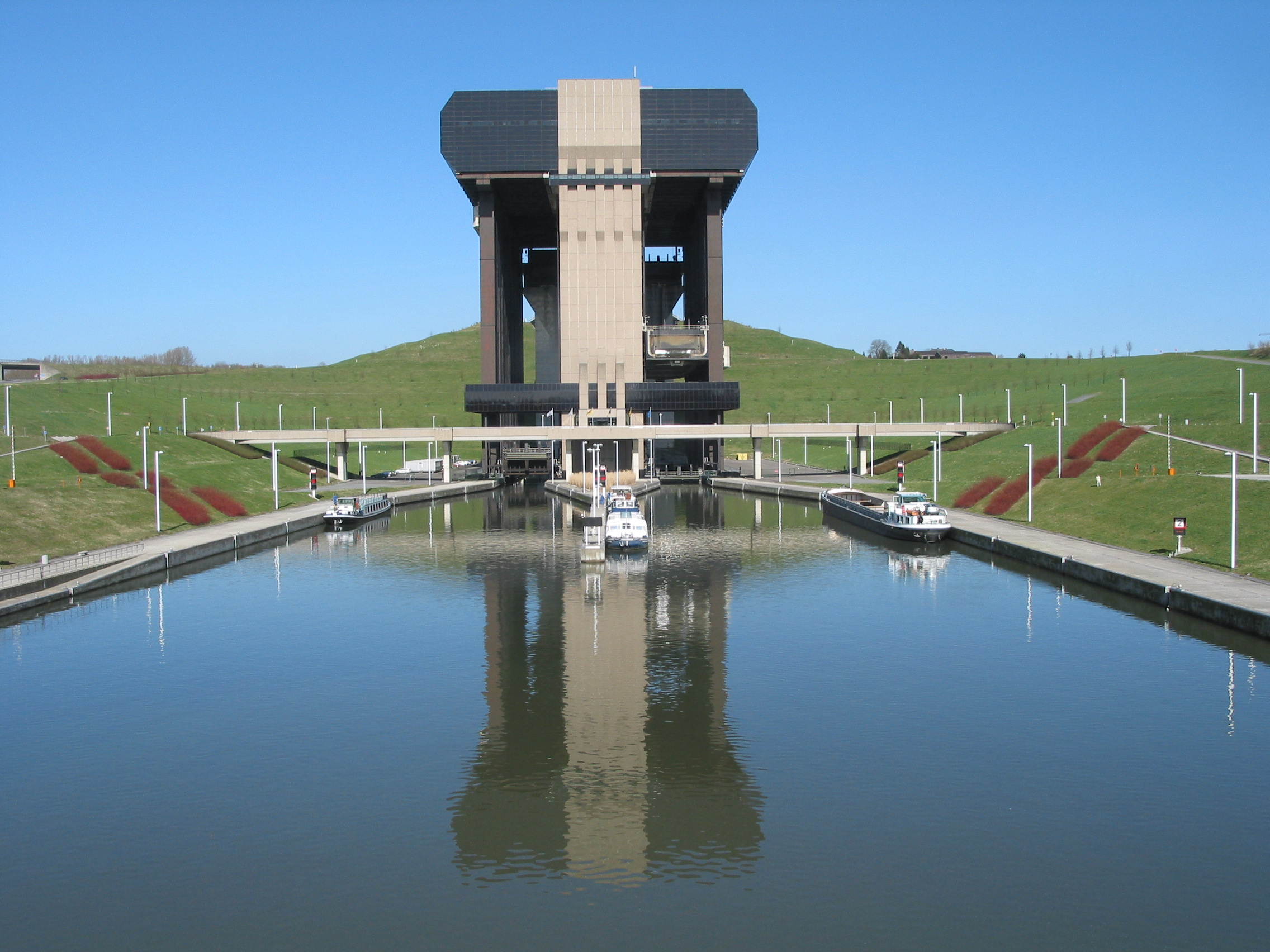
Blick auf die Anlage vom Unterwasser aus, rechts ein Trog in Bewegung

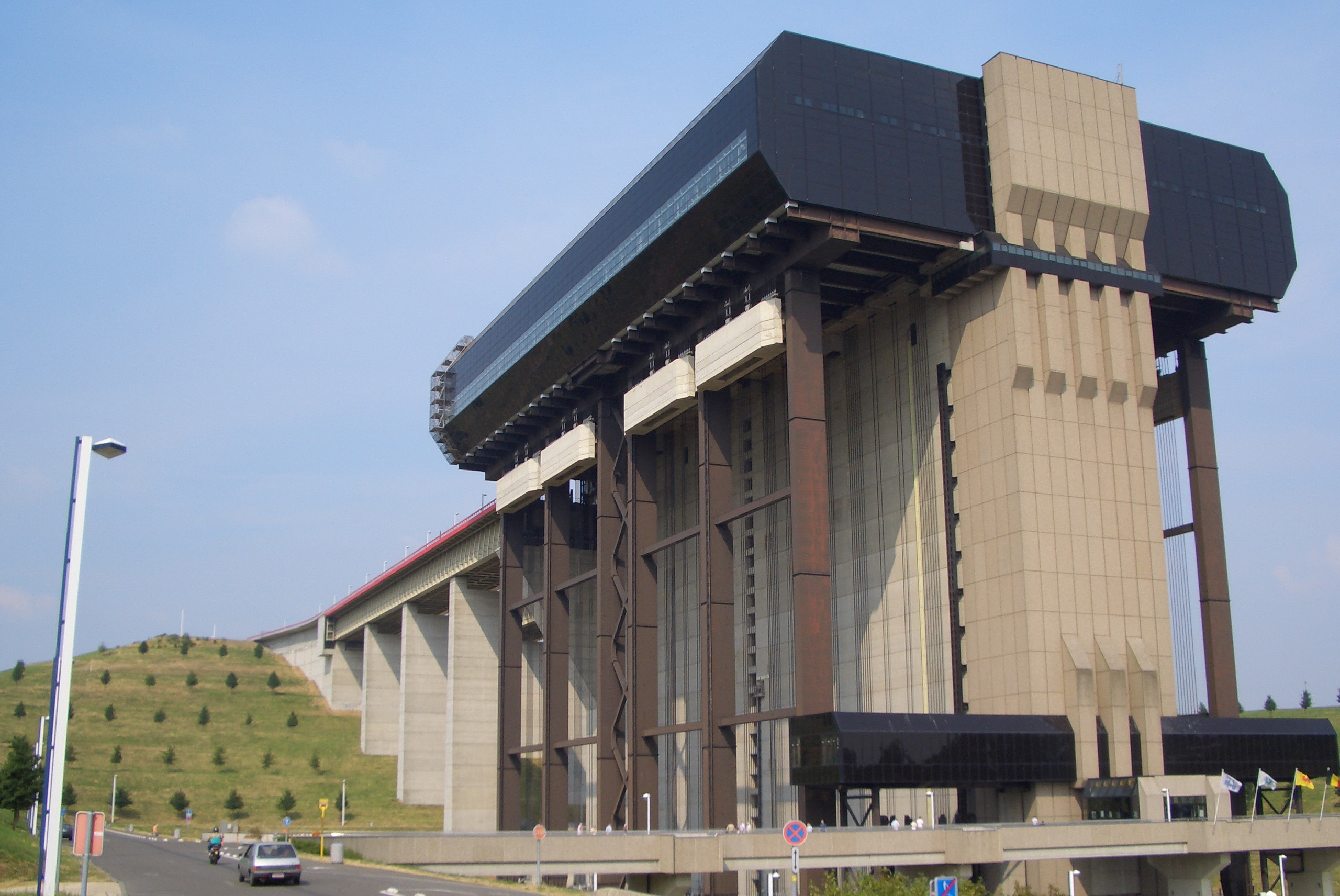
Das Gebäude von Westen gesehen

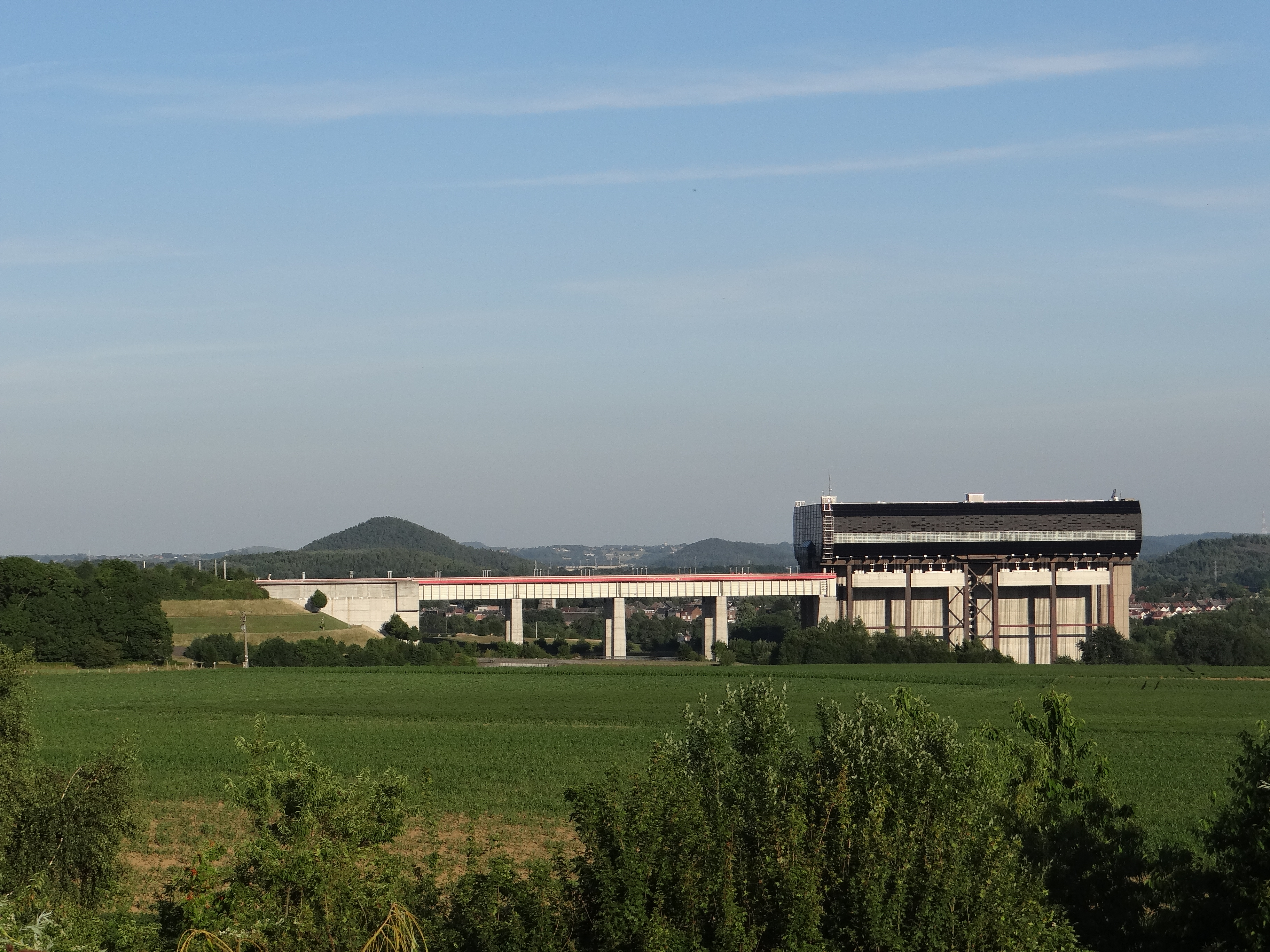
Ansicht der Anlage von Nordwesten

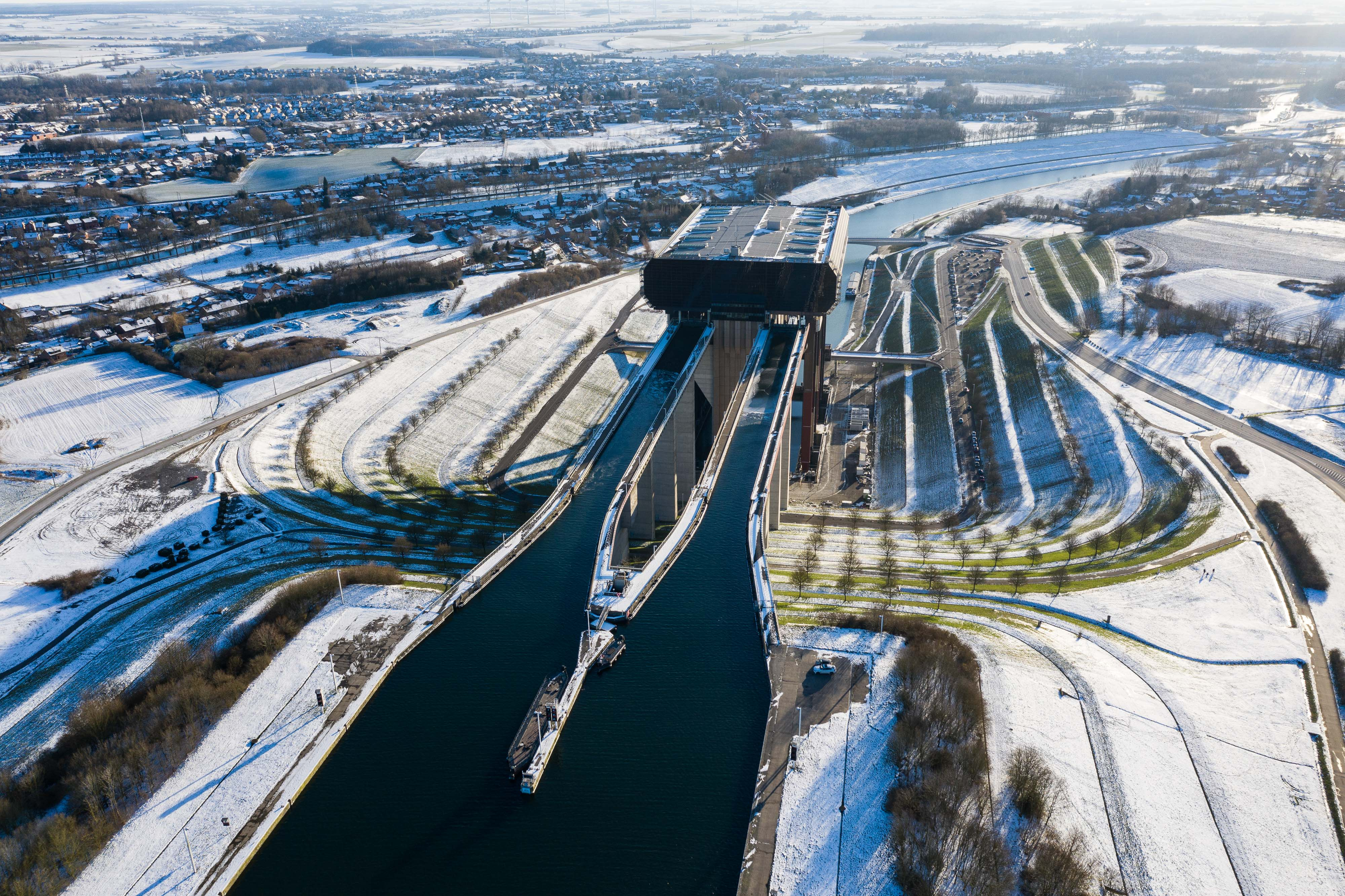
Luftbild von Nordosten

Das elektromechanische Schiffshebewerk Strépy-Thieu in Belgien gilt als eines der größten Schiffshebewerke der Welt. Bei Kilometer 11,466 des Canal du Centre gelegen dient es seit 2002 dazu, der Binnenschifffahrt die Überquerung der Wasserscheide zwischen Maas und Schelde zu ermöglichen. Es ersetzt vier benachbarte hydraulische Hebewerke, die 1998 in die UNESCO-Weltkulturerbeliste aufgenommen wurden, sowie zwei Schleusen.

## Geschichte
Seit den 1950er Jahren baute Belgien seine Binnenwasserstraßen aus. Ab 1982 wurde das Schiffshebewerk Strépy-Thieu geplant und gebaut, das auf einem Parallelkanal zum alten Canal du Centre mehr als 70 m Höhenunterschied überwinden hilft.
Es sollte in der zweiten Hälfte der 1990er Jahre eröffnet werden; tatsächlich fand die Eröffnung jedoch erst im Jahr 2002 statt. Benannt wurde das Schiffshebewerk nach Stadtteilen der beiden benachbarten Städte La Louvière (Strépy-Bracquegnies) und Le Rœulx (Thieu).

## Bauwerk und Nutzung
Das aus Stahlbeton errichtete Hebewerk ist etwa 81 m breit, 130 m lang und 117 m hoch. Die Schiffe werden in zwei Trögen, die 1350 Tonnen schwere Wasserfahrzeuge fassen können, nach oben bzw. nach unten befördert. Es überwindet einen Höhenunterschied von 73 Metern. Die Tröge haben eine Länge von 112 m, eine Breite von 12 m und eine Wassertiefe von 3,35 bis 4,15 m. Pro Tag nutzen etwa 20 Schiffe das Hebewerk. In der Wallonie stieg der Güterverkehr auf dem Wasserweg in der Zeit von 1995 bis 2000 um 40 % an. Man versprach sich vom Bau des modernen Hebewerks wirtschaftliche Attraktivität für die Region sowohl durch Ansiedlung neuer Betriebe als auch durch den internationalen Verkehr.

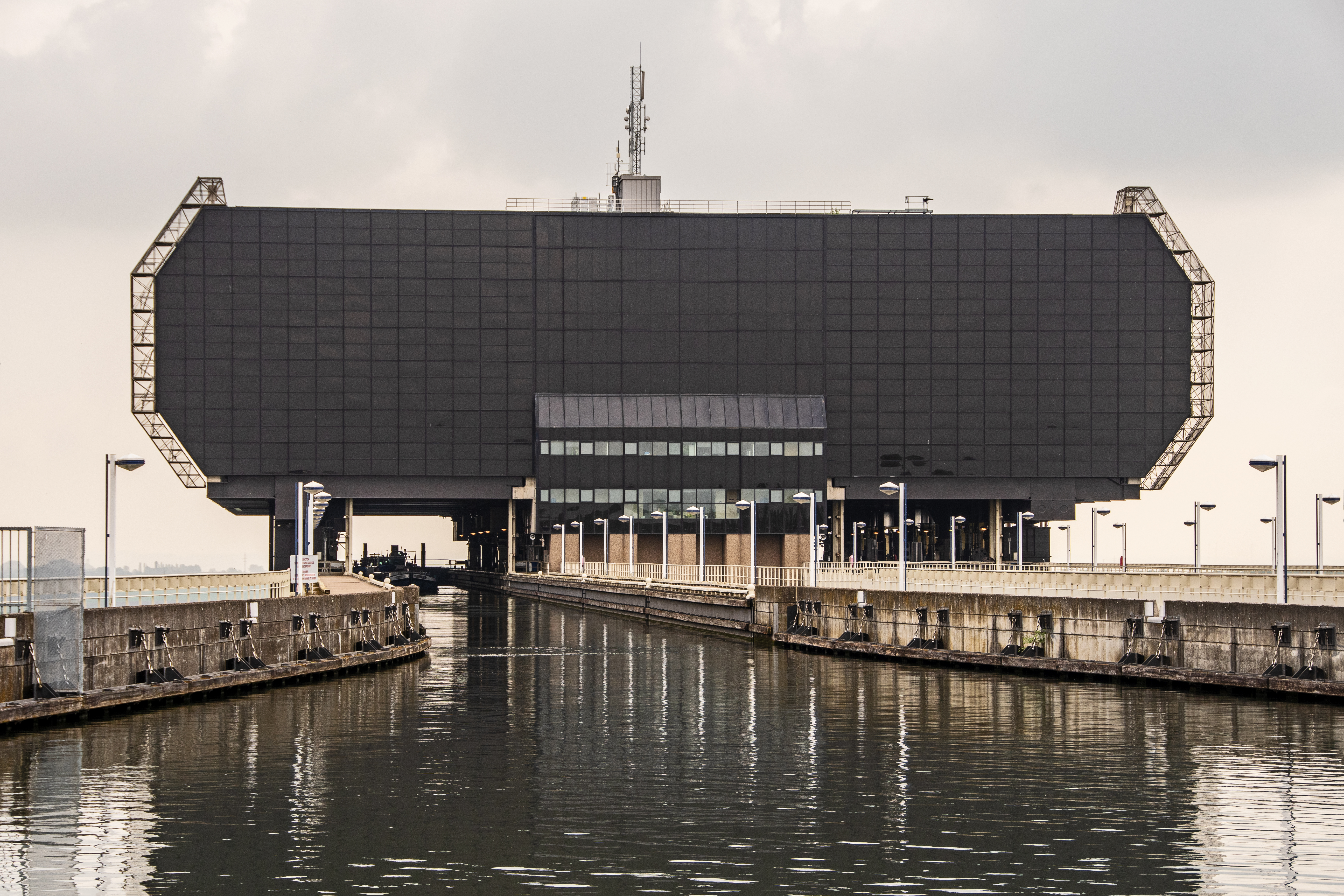
Blick vom Oberwasser
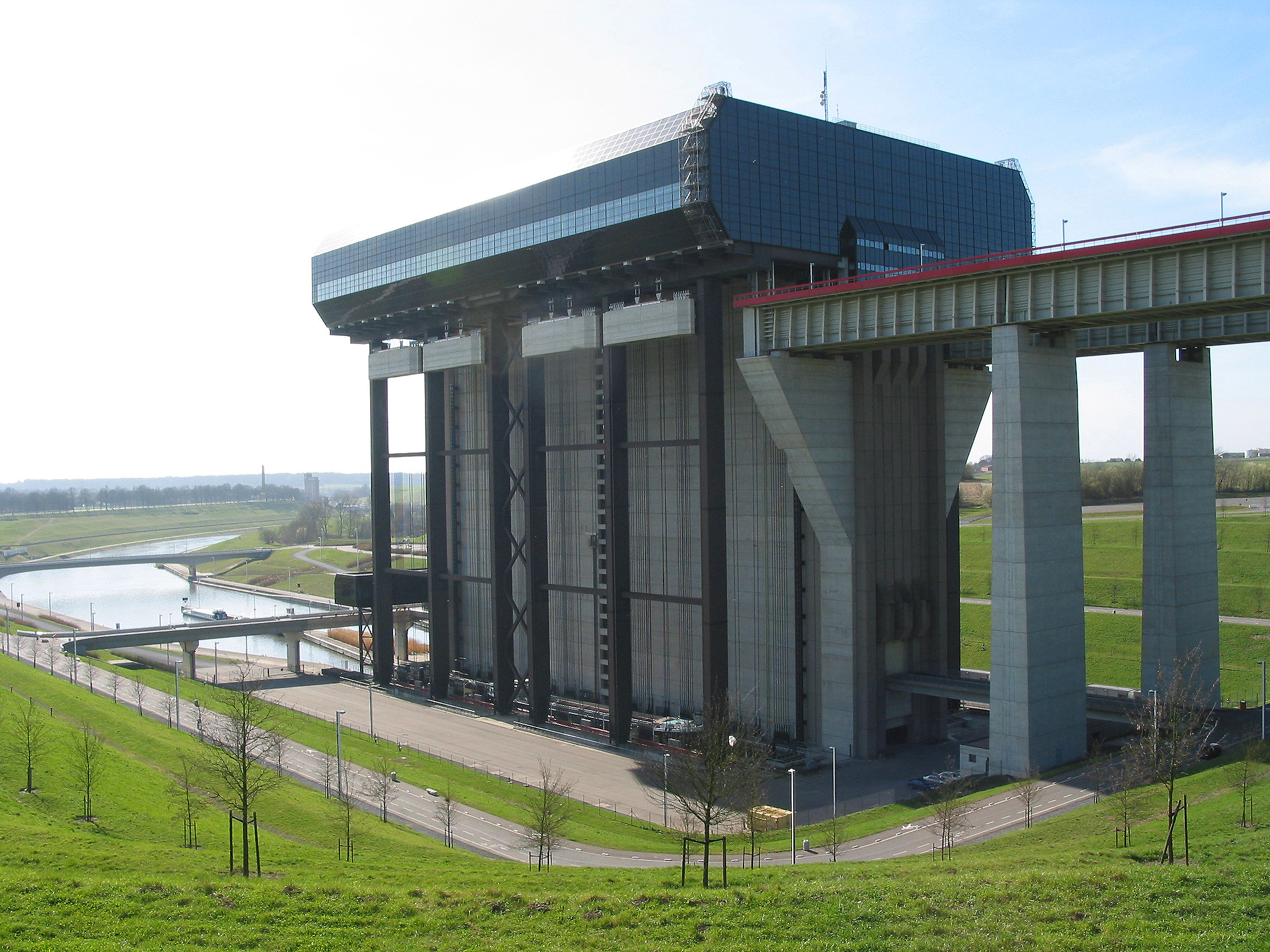
Ansicht von Osten
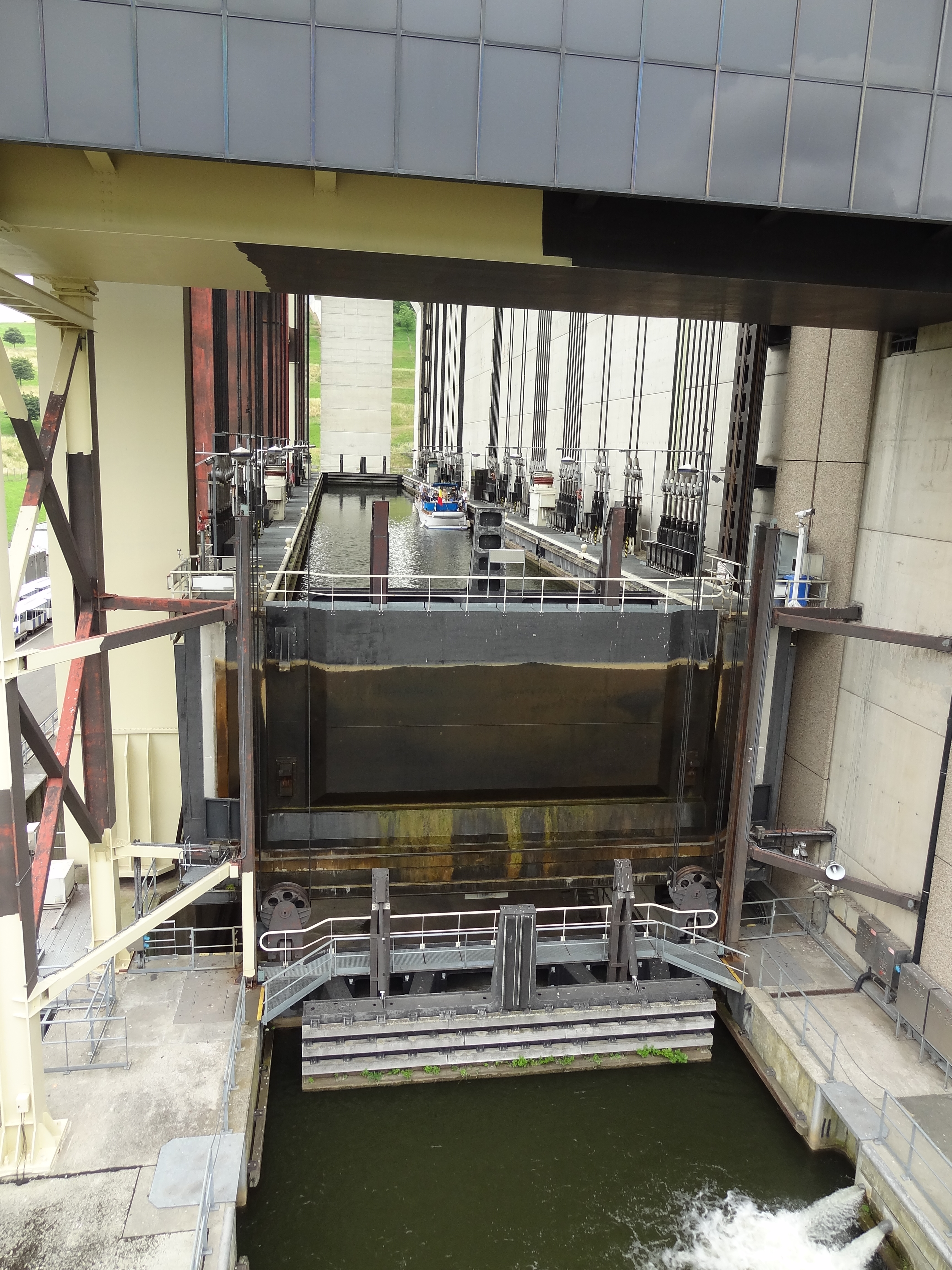
Westlicher Trog in Bewegung
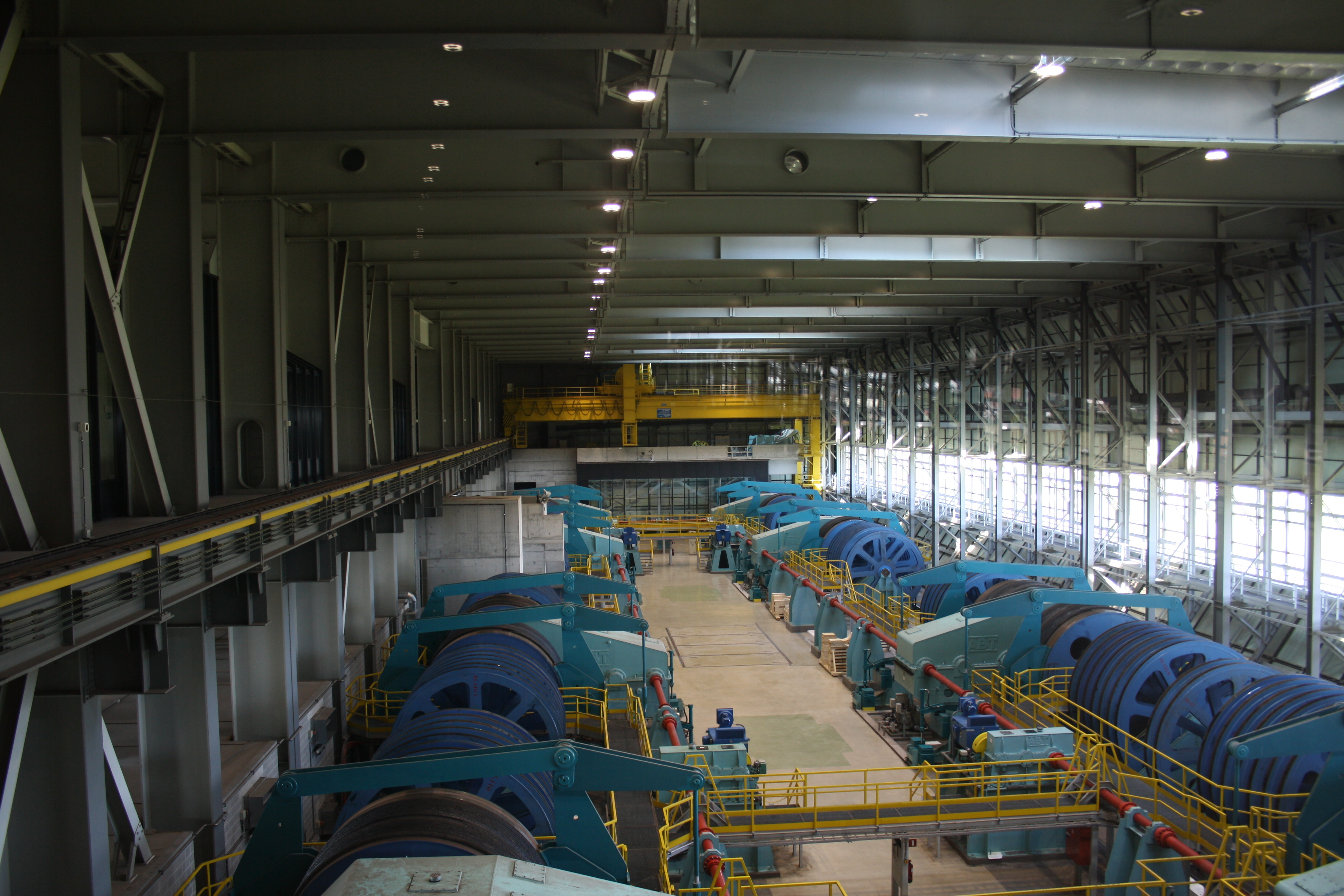
Maschinenraum

## Tourismus
Abgesehen von seiner praktischen Bedeutung für die Schifffahrt ist das Schiffshebewerk Strépy-Thieu auch ein Anziehungspunkt für die Touristen im Hennegauer Land. Die alten Schiffshebewerke können von einem Boot aus besichtigt werden, zusätzlich gibt es Führungen zur gesamten Anlage.